# Осамнаеста египатска династија
Осамнаеста династија, деветнаеста династија и двадеста династија се често називају, једним именом, Ново краљевство.
Осамнаеста династија је можда најпознатија од свих староегипатских династија јер је у то доба стари Египат достигао врхунац своје моћи и трајала је од 1550. до 1292. године пре нове ере. Ова династија је такође позната као династија Тутмосида због четири фараона по имену Тутмос. У њу спада Тутанкамон, чија је скоро нетакнута гробница једно од највећих археолошких открића двадесетог века, Ехнатон, познат по увођењу једне од првих монотеистичких религија, и још много моћних фараона. Ова динстија је позната и по томе што је за разлику од претходних имала и две жене које су владале.
Оснивач осамнаесте династије је био Ахмосе I, брат Камоса, последњег владара седамаесте династије. Почетком осамнаесте династије, завршава се други прелазни период, а почиње Ново краљевство. Ахмоса је након његове смрти наследио његов син Аменхотеп I. За време његове владавине није било никаквих историјских или других битних догађаја и предпоставља се да он није оставио мушког наследника који је могао да га наследи. Због тога следећи фараон постаје Тутмос I, који је био у сродству са краљевском породицом кроз брак. Током његове владавине границе египатског царства су достигле своје највеће пространство, на северу су ишле до Кархемиша на Еуфрату, а на југу до Кургуса. Тутмоса I је наследио Тутмос II и његова краљица Хатшепсут, ћерка Тутмоса I. Након смрти њеног мужа и периода регентства за њеног малолетног посинка, каснијег фараона (Тутмос III) она је владала преко 20 година. Тутмос III, који је постао познат као највећи војни фараон икада, такође је имао дугу владавину након што је постао фараон. Имао је друго су-регентство у старости са својим сином Аменхотепом II. Аменхотепа II је наследио Тутмос IV, кога је пратио његов син Аменхотеп III, чија се владавина сматра врхунцем у овој династији.
У последњим годинама династије непозната удовица краља Нибуререје (највероватније је то Акхенатон или Тутанкамон) писала је краљу Хетита, Супиулиумасу I, тражећи од њега да јој пошаље неког од својих синова за мужа, који би тако постао нови владар Египта. Супилулиумас I је послао гласника да испита ствари, а тек након тога послао и свог сина, који је, међутим стигао жив само до границе (највероватније је убијен). 
Деветнаеста династија Рамзеса I је започела 1292. п. н. е.